# Pablo Picasso
Pablo Ruiz Picasso, døbt Pablo Diego José Francisco de Paula Juan Nepomuceno María de los Remedios Cipriano de la Santísima Trinidad Ruiz y Picasso (født 25. oktober 1881 i Málaga, Spanien, død 8. april 1973 i Mougins, Frankrig) var en spansk kunstmaler, billedhugger, skulptør, gravør, bogtrykkunstner, keramiker, grafiker, plakatdesigner og scenograf.
Picasso anses for at være en af det 20. århundredes største malere og en af stilskaberne inden for moderne kunst. Sammen med Georges Braque grundlagde han kubismen. Picasso malede gennem sin karriere i mange forskellige stilarter og lavede også skulpturer. Kendt er hans "blå periode".
Picasso havde det svært i skolen fordi han var ordblind. De vanskeligheder var dog også med til at skabe hans malerier, idet Picasso malede tingene, som han så eller følte dem, og hans stil var uden tvivl påvirket af hans ordblindhed, siger flere.
Picassos mest berømte værk anses for at være maleriet Guernica – en afbildning af tyske flys bombning af byen Guernica under Den Spanske Borgerkrig. Picassos unikke udtryk og indflydelse på det 20. århundredes kunsthistorie har gjort hans billeder uhyre eftertragtede. Således blev maleriet Garçon à la Pipe (1905) i 2004 solgt for en rekordpris på $ 104 millioner – en pris der siden er overgået af Gustav Klimts maleri Portræt af Adele Bloch-Bauer I, der blev solgt for $ 135 millioner i 2006 og Jackson Pollocks maleri 
No. 5, 1948, der blev solgt for $ 140 millioner i november 2006.
Picassos maleri Les Demoiselles d'Avignon (Frøknerne fra Avignon) markerede med sit originale formsprog en afgørende transformation i den abstrakte billedekunst. I starten blev billedet ikke anerkendt, og kritikken var stor. Senere købte Moma (Museum of Modern Art) det og blåstemplede det. 
Der er lavet en animeret kortfilm over Picassos mest kendte maleri, Guernica. 
- Portræt af Pablo Picasso, af Juan Gris.
- Kvindehoved af Pablo Picasso i Halmstad.
- Pablo Picasso, 1953

## Familieliv
Picasso havde en række kærlighedsaffærer. Han var gift to gange og fik fire børn: Paulo, Maria, Claude og Paloma. Første ægteskab indgik han med Olga Khoklova i 1918, og de forblev gift frem til Olgas død i 1955 selvom de var separeret længe før dette. De fik en søn, Paulo. Det andet ægteskab var med Jacqueline Roque i 1961, og de forblev gift frem til Picassos død. Mellem ægteskaberne fik han datteren Maria med Marie-Thérèse Walter og børnene Claude og Paloma med Françoise Gilot.